# 孫紹先
孫紹先（1483年—1516年），字汝宗，號宿山，山西代州人，振武衛軍籍，明朝政治人物。

## 生平
弘治十七年（1505年）甲子科山西乡试第一名举人，十八年（1505年）乙丑科會試第十名，登三甲第一百一十八名進士。选庶吉士，丁忧去职。舊例庶吉士守喪期滿後，服阕未经考校者，量授科道或部属官。孫紹先希望重回翰林院，便托其同年检讨段炅請託大学士焦芳，破例留館，散館授翰林院检讨。正德十一年卒，年三十四。

## 家族
曾祖父孫才；祖父孫勝；父孫璋，貢士。母張氏。慈侍下。